# NGC 2051
NGC 2051 is een open sterrenhoop in het sterrenbeeld Tafelberg. Het hemelobject werd op 28 december 1834 ontdekt door de Britse astronoom John Herschel.

## Synoniemen
- ESO 56-SC169